# Ollioules
Ollioules este o comună în departamentul Var din sud-estul Franței. În 2009 avea o populație de 5.388 de locuitori.

## Evoluția populației
| An        | 1975  | 1982  | 1990  | 1999  | 2006  | 2009  |
| --------- | ----- | ----- | ----- | ----- | ----- | ----- |
| Populație | 3.872 | 3.983 | 4.040 | 4.348 | 5.010 | 5.388 |